# SN 2006ja
SN 2006ja – supernowa typu Ia odkryta 30 września 2006 roku w galaktyce A222651+0030. W momencie odkrycia miała maksymalną jasność 21,30m.